# Andesgemeenschap
De Andesgemeenschap (in het Spaans: Comunidad Andina, CAN) is een vrijhandelszone die Bolivia, Colombia, Ecuador en Peru omvat. Dit handelsblok werd opgericht in 1969, na de ondertekening van het Andespact, ook gekend als het Akkoord van Cartagena. De Andesgemeenschap is een van de twee belangrijke Zuid-Amerikaanse handelsblokken.
Mercosur en de Andesgemeenschap begonnen te onderhandelen in 1999 over een samensmelting van de twee organisaties. Op 8 december 2004 werd de nieuwe organisatie opgericht als de Zuid-Amerikaanse Statengemeenschap, een vrijhandelszone gebaseerd op de Europese Unie.

## Leden
| - Bolivia (1969) - Colombia (1969) - Ecuador (1969) - Peru (1969) - Venezuela (1973-2006) - Chili (lid 1969-1976, observerend lid 1976-2006, geassocieerd lid sinds 2006) | - Argentinië (2005) - Brazilië (2005) - Paraguay (2005) - Uruguay (2005) - Chili (2006) - Mexico - Panama |